# Cornelius Gemma

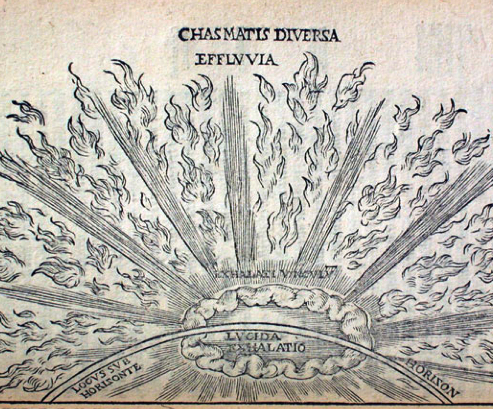
Ilustração de uma aurora por Cornelius Gemma, a primeira a ser publicada para fins científicos, de seu livro de 1575 sobre a supernova de 1572

Cornelius (ou Cornelio) Gemma (28 de fevereiro de 1535 – 12 de outubro de 1578) foi um médico, astrônomo e astrólogo flamengo, e o filho mais velho do cartógrafo e fabricante de instrumentos Gemma Frisius. Foi professor de medicina na Universidade Católica de Leuven, e compartilhou dos esforços de seu pai para restaurar a prática ptolemaica antiga à astrologia, baseando-se no Tetrabiblos.
Como astrônomo, Gemma é significativo por suas observações de um eclipse lunar em 1569 e da supernova de 1572 que apareceu em Cassiopeia, que ele registrou em 9 de novembro, dois dias antes de Tycho Brahe, chamando-a de "Nova Vênus". Com Brahe, foi um dos poucos astrônomos a identificar o Grande Cometa de 1577 como superlunar. Gemma também é creditado por publicar a primeira ilustração científica da aurora, em seu livro de 1575 sobre a supernova.
Outro marco aparece em seus escritos médicos: em 1552, Gemma publicou a primeira ilustração de uma tênia humana.
As duas principais obras de Gemma, De arte cyclognomica (Antuérpia, 1569) e De naturae divinis characterismis (Antuérpia, 1575), foram chamadas de "verdadeiras 'gemas ocultas' na história intelectual do início da era moderna", reunindo tópicos como medicina, astronomia, astrologia, teratologia, adivinhação, escatologia e enciclopedismo.
Gemma também tem a distinção de ser chamado de "o primeiro verdadeiro entusiasta de orquídeas, no sentido moderno".

## Vida
Cornelius Gemma nasceu em 28 de fevereiro de 1535 em Leuven, mas frequentou a escola latina em Mechelen. Começou a estudar na faculdade de artes em Leuven aos 14 anos, e continuou na faculdade de medicina. Em 1569, sucedeu o professor Nicolas Biesius e obteve um doutorado em 1570.
Gemma morreu em Leuven por volta de 1578, durante uma epidemia de peste à qual um terço da população da cidade também havia sucumbido. Embora já tivesse se mostrado um escritor prolífico, tinha apenas quarenta e poucos anos. Seu epitáfio consiste em dois dísticos elegíacos em latim, fazendo trocadilhos com lapis ("pedra, pedra preciosa, lápide") e Gemma ("pedra preciosa, gema"). Foi sobrevivido por dois filhos: Raphael, que ingressou no sacerdócio, e Philip, que seguiu a tradição familiar como médico.

## Obras
Gemma editou a obra póstuma de seu pai De astrolabo catholica (Antuérpia, 1556). Em 1560, começou a publicar seu próprio trabalho na série anual Ephemerides meteorologicae, impressa por Joannes Withagen. As Ephemerides são a primeira obra astrológica conhecida dos Países Baixos a carregar um aviso oficial de aprovação da Igreja Católica Romana. Gemma se afastou da astrologia judiciária e renunciou às predições astrológicas sobre eventos políticos, e parece ter se limitado gradualmente a predições sobre fenômenos astronômicos e astrologia meteorológica. Suas predições para 1561, por exemplo, forneceram informações detalhadas sobre cada fase lunar, e a maioria dos aspectos planetários e fases de estrelas fixas em relação ao sol, com uma minuciosidade que superou as predições de seus contemporâneos. Permaneceu comprometido com a medicina astrológica, no entanto, e acreditava que condições atmosféricas previsíveis, se estendendo a conjunções astrais, geravam doenças.

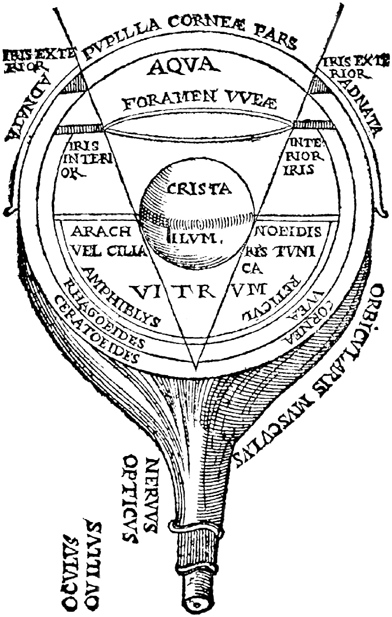
Uma das muitas ilustrações de Cornelius Gemma de De arte cyclognomica (vol. 3), mostrando o olho com seu nervo óptico oco

Gemma tentou formular uma filosofia universal que reunisse inferiores e celestiais, natureza, alma e intelecto, números, ideias e objetos externos. Nos três volumes De arte cyclognomica, sintetizou os ensinamentos de Hipócrates, Platão, Galeno e Aristóteles por um método talvez derivado de Lúlio. Esta "arte ciclognômica" é um arranjo de sete círculos concêntricos, começando do mais externo:
- substâncias;
- acidentes;
- predicados absolutos;
- relativos;
- virtudes;
- vícios;
- questões.[12]

Uma profusão de gráficos, diagramas celestiais e triângulos esféricos é característica da ars cyclognomica de Gemma, assim como o uso do três como número místico. As disciplinas são agrupadas sob três faculdades ou esferas:
- imaginatio (física, astronomia, medicina e campos relacionados);
- ratio (gramática, retórica, ciclognômica, dialética);
- intellectus (metafísica subdividida em matemática, ética e teologia).[13]

Os dois volumes de Gemma De naturae divinis characterismis (1575), sobre marcas ou características divinas na natureza, incluíam contos de maravilhas médicas. Um exemplo pode ser encontrado online no Compendium Maleficiarum de Francesco Maria Guazzo: uma garota de 15 anos foi relatada por excretar uma enguia viva e vomitar um fluxo prodigioso de cabelos, fragmentos de pele, pedras e ossos. Embora se pensasse que a causa fosse demoníaca, diz-se que Gemma abordou o tratamento com "causas naturais". Guazzo também diz que Gemma discutiu mudança espontânea de sexo em humanos.
Gemma via a relação de prodígios e cosmologia à luz de sua prática médica; isto é, assim como um médico poderia interpretar os sintomas de um paciente para predizer doenças, uma leitura de prodígios na natureza poderia fornecer insights sobre a intenção divina no universo. Ele considerava esta ars cosmocritica como uma nova ciência.

### O Grande Cometa de 1577
Uma das obras mais cientificamente significativas de Gemma tratou do Grande Cometa de 1577, que ele observou pela primeira vez em 14 de novembro daquele ano. Gemma foi um dos poucos astrônomos—mais famosamente Tycho Brahe, mas também Helisaeus Roeslin, Guilherme IV, Conde de Hesse-Kassel e Michael Mästlin—que identificaram o cometa como superlunar. Brahe foi altamente crítico das deficiências matemáticas de seu colega, mas elogiou sua seção sobre presságios macrocósmicos e sobre as características físicas do cometa. Gemma subordinou suas observações astronômicas precisas a um propósito moral; "para Gemma", escreve Tabitta van Nouhuys, "a investigação das características matemáticas e físicas do cometa não era um fim em si, mas um meio de obter uma visão sobre o arranjo do cosmos e as simpatias divinamente inspiradas entre suas partes".